# Alexander Michailowitsch Wlassow
Alexander Michailowitsch Wlassow (russisch Александр Михайлович Власов, englisch Aleksandr Vlasov; * 25. Februar 1956 in Leningrad, Sowjetunion) ist ein ehemaliger sowjetischer Eiskunstläufer, der im Paarlauf startete.
Seine Eiskunstlaufpartnerin war Irina Worobjowa. Seinen ersten internationalen Auftritt hatte das Paar, das von Tamara Moskwina trainiert wurde, bei der Weltmeisterschaft 1974, die es auf dem sechsten Platz beendete. 1976 wurden Wlassow und Worobjowa in Abwesenheit von Irina Rodnina und Alexander Saizew sowjetische Meister. In diesem Jahr errangen sie auch ihre ersten internationalen Medaillen. Sowohl bei der Europameisterschaft in Genf wie auch bei der Weltmeisterschaft in Göteborg gewannen sie Bronze hinter Rodnina und Saizew und Romy Kermer und Rolf Oesterreich aus der DDR. Die Olympischen Spiele in Innsbruck beendeten sie aufgrund einiger Fehler auf dem vierten Platz. 1977 wurden sie in Helsinki Vize-Europameister und in Tokio Vize-Weltmeister hinter ihren überragenden Landsleuten. Worobjowa wechselte später ihren Partner und startete an der Seite von Igor Lissowski. 
Wlassow lebt mittlerweile in den USA. Seine Tochter ist Julia Vlassov (USA), die Juniorenweltmeisterin im Paarlauf von 2006.

## Ergebnisse

### Paarlauf
(mit Irina Worobjowa)
| Wettbewerb / Jahr           | 1972 | 1973 | 1974 | 1975 | 1976 | 1977 |
| --------------------------- | ---- | ---- | ---- | ---- | ---- | ---- |
| Olympische Winterspiele     |      |      |      |      | 4.   |      |
| Weltmeisterschaften         |      |      | 6.   | 4.   | 3.   | 2.   |
| Europameisterschaften       |      |      |      |      | 3.   | 2.   |
| Sowjetische Meisterschaften | 2.   |      | 3.   |      | 1.   | 2.   |